# ناريمان عبد الكريم
ناريمان عبد الكريم (1 يوليو 1970 -)، ممثلة أردنية.

## مشوارها المهني
عاشت طفولتها في ليبيا دخلت الفن بتشجيع من والدها ومعارضة قبيلتها لكونها من أصول بدوية انطلاقتها كانت في العام 1986 أول أدوارها كانت في مسلسل «الملح الأسود»  قدمت العديد من الأعمال في المسرح والتلفزيون الأردني أبرزها وضحى وابن عجلان، نهيل والجدة حسنة، إضافة لتقديمها أعمالا في الدراما البدوية والخليجية، هي عضو نقابة الفنانين الأردنيين 

## حياتها الخاصة
تزوجت من الفنان الأردني محمد الزواهرة، ولديهما ولدان كرم ونجم الدين.

## أعمالها

### في التلفزيون
- 2023: وطن ع وتر 3
- 2023: العيدروس
- 2023:أكباد المهاجرة
- 2022:المشراف
- 2022:ثمن الجديلة
- 2022:ذياب هباب الريح
- 2022:هند
- 2021: وطن ع وتر
- 2021: أبو الدراهم
- 2021: صقار
- 2019: لو جارت الأيام
- 2019: فتنة
- 2017: ذباح غليص
- 2016: الدمعة الحمراء
- 2015: حنايا الغيث
- 2015: دفاتر الطوفان
- 2014: الوعد ملحمة الحب والرحيل
- 2014: عسل مر
- 2013: ذيب السرايا
- 2013: حال الدنيا
- 2011: عطر النار
- 2010: الحبيب الأولي
- 2010: لا يأس مع الحياة
- 2010: دفاتر الطوفان
- 2010: تزهر الأشواك
- 2009: بلقيس
- 2009: مهاجي الأجاويد
- 2009: نبع الحياة
- 2009: جمر الغضا
- 2008: أبو جعفر المنصور
- 2008: راس غليص الجزء الثاني
- 2008: عيون عليا
- 2007: طاش ما طاش 15
- 2007: وضحا و ابن عجلان
- 2006: أبناء الرشيد
- 2006: راس غليصالجزء الأول
- 2006: دعاة على أبواب جهنم
- 2006: الطريق الوعر
- 2005:شو هالحكي؟
- 2005: ورد وشوك
- 2005: دولاب الزمن
- 2005: الطريق الوعر
- 2005: المرابطون والأندلس
- 2005: آخر أيام اليمامة
- 2005: طاش ما طاش 13
- 2004: خارطة أم راكان
- 2004: أبو العصافير
- 2004: من الواحد إلى المليون
- 2004: طاش ما طاش 12
- 2004:العدول
- 2003: طاش ما طاش 11
- 2003: الأرملة
- 2002: دروب الحنه
- 2001: السقاية
- 2000: نهيل
- 2000: الدرب الطويل
- 1999: الزلة
- 1998: Tv 2000
- 1998: الجدة حسنة
- 1997: بين نارين
- 1997: زمن ماجد
- 1996: خيمة على الطريق
- 1996: الليل الطويل
- 1995: عمان في التاريخ
- 1995: التراب المر
- 1994: الرمضاء والنار
- 1994: القلب الكبير
- 1992: الجذور الطيبة
- 1991: لقمة العيش
- 1990: أصايل
- 1990: النصائح الثلاث
- 1986: الملح الأسود
- 1980: سوق الألغاز
- 1976: الطريد
- القسمة والنصيب:
- اللغز البدوي:
- الفكاهة في التراث العربي:
- رجوة:
- الجار السابع سهرة تليفزيونية:
- مثايل سهرة تليفزيونية:
- وفاء وتضحية:
- ولاد خالتي
- أبناء العطش
- ام الدراهم: 2021
- مسلسل النخوة

### في المسرح
- 2019:الحق على مين
- 2017:عائلة مرحة جدا
- 2015: بياع الخواتم
- 2015: خاتم سليمان
- 2015: بياع السعادة
- 2014:ألوان
- 2014: فش غل
- 2014: القناعة كنز لا يفنى
- 2014: أحلام في الفراغ
- 2014: أمن ناعم
- 2009:زواد أوباما في الكونغرس
- 2004:أهل السماح[5]
- نحن هنا
- برتيانكيس
- كيف تخلعين زوجك
- زواد ولد عواد

### في السينما
- 2011: الطيب والخناجر
- 2009: الخوافي والقوادم في نصرة الإسلام
- 2005: الرغبة في السقوط